# Gambito Blackburne Shilling
O Gambito Blackburne Shilling ou Blackburne Xelim é um gambito duvidoso em uma variação da Abertura Italiana, que começa com 1.e4 e5 2.Cf3 Cc6 3.Bc4 Cd4?!. É também conhecido como Gambito Kostić como referência ao GM sérvio Borislav Kostić, que a utilizou no início do século XX.
A primeira menção desta linha foi publicada por Steinitz, que a anotou um adendo ao seu livro The Modern Chess Instructor. O uso mais antigo relatado do gambito no chessgames.com é na partida Dunlop-Hicks pelo campeonato Neozelandês de 1911. Outra partida relatada é Muhlock-Kostić, Colônia-1912.
O terceiro movimento das pretas é objetivamente falando fraco e uma perda de tempo. Steinitz recomendou 4. 0-0 ou 4.Cxd4 como resposta. O MI Jeremy Silman analisou que as brancas ganham uma vantagem após 4.0-0, 4.c3, ou 4.Cc3. Ele recomenda como melhor resposta 4.Cxd4! exd4 5.c3 d5 6.exd5 De7+ 7.Rf1 +/=, quando 5...Bc5? perde um peão para 6.Bxf7+! Rxf7 7.Dh5+.
A única virtude de 3...Cd4 é que prepara uma armadilha que engana muitos jogadores amadores. A sequência natural do jogo é 4.Cxe5!?, com as pretas ganhando material com 4...Dg5!. Agora o também óbvio 5.Cxf7 perde para 5...Dxg2 6.Tf1 Dxe4+ 7.Be2 Cf3#, um mate de Lucena. Esta linha é que dá nome ao gambito; o grande enxadrista Joseph Henry Blackburne supostamente utilizava deste gambito para vencer amadores em partida que cobrava um xelim, entretanto não existem registros de Blackburne com esta abertura.
A abertura não é um gambito de verdade, uma vez que as brancas não conseguem tomar o peão em e5 sem perder material. Entretanto, depois de 4.Cxe5 Dg5 as brancas conseguem manter um jogo razoável com 5.Bxf7+!, Steinitz descreveu este movimento como, depois do roque, é a melhor chance das brancas e até promissora, considerando que tem dois peões de vantagem e uma peça no ataque. Depois de 5...Re7? (5...Rd8!? 6.0-0 (6.Cg4? Ch6! -+) +/=) 6.0-0 Dxe5 7.Bxg8 (7.Bc4 também é possível) Txg8 8.c3 Cc6 (8...Ce6 9.d4! Dxe4? 10.d5 Cf4?? 11.Te1 prega a Dama preta contra o Rei e vence; Silman analisa 9...Df6 10.f4 quando com dois peões e um ataque pela peça sacrificada, a compensação das brancas não é duvidosa. 9.d4, as brancas com dois peões extra, um centro forte, e a liderança no desenvolvimento, combinadas com uma posição esquisita do rei preto, fornecem as brancas uma forte compensação pelo cavalo sacrificado.
Graham Burgess descreve que 3...Cd4 também é conhecida como armadilha "Oh meu Deus!" devido ao seu efeito, as pretas supostamente fazem esta exclamação, fingindo que acidentalmente entregaram seu peão na coluna e. Burgess condena este comportamento como antiético, e caso as brancas evitem a armadilha continuam com uma boa vantagem.